# Odbiornik radiofoniczny

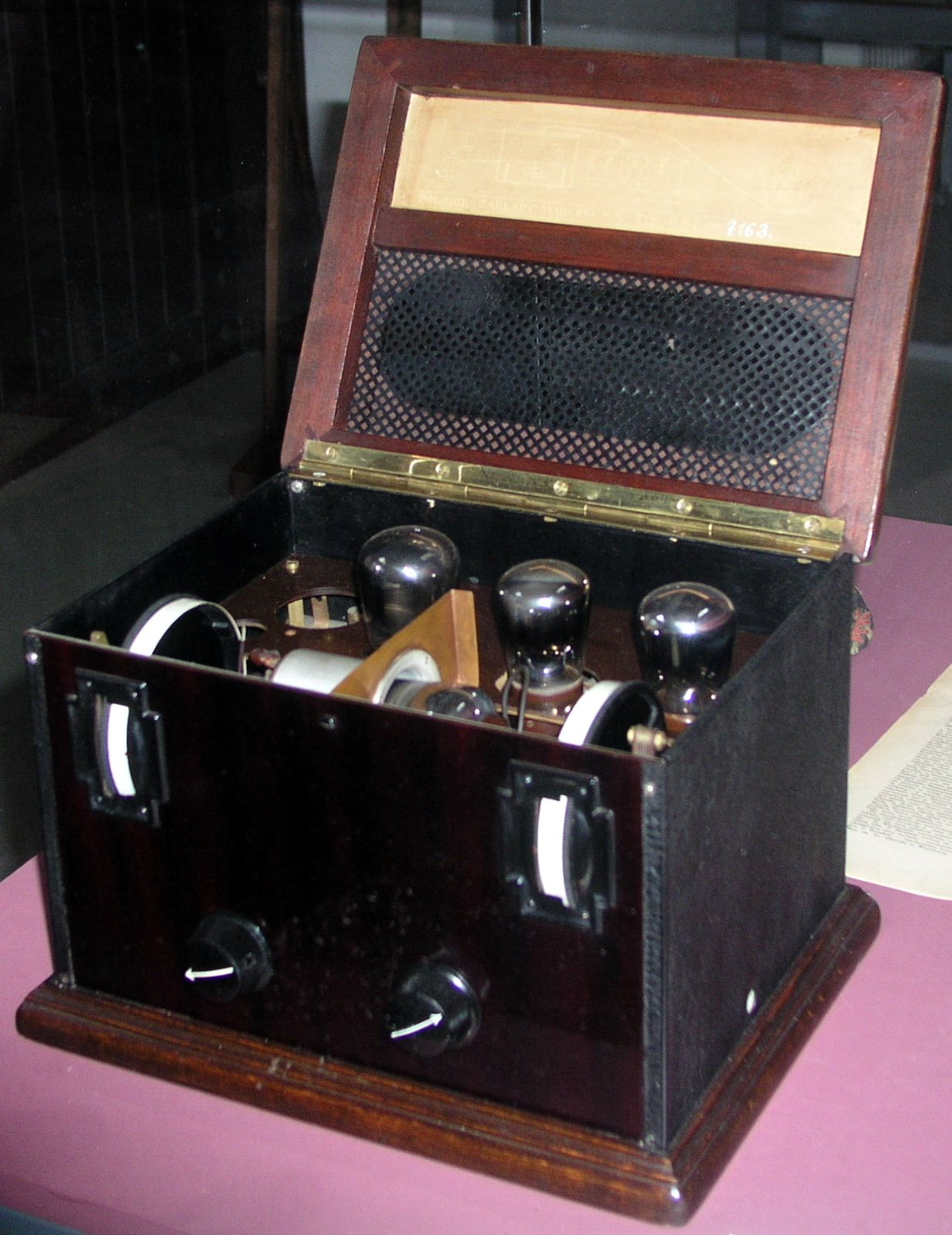
Polski odbiornik Marconi 4-LS/I z 1929 r.

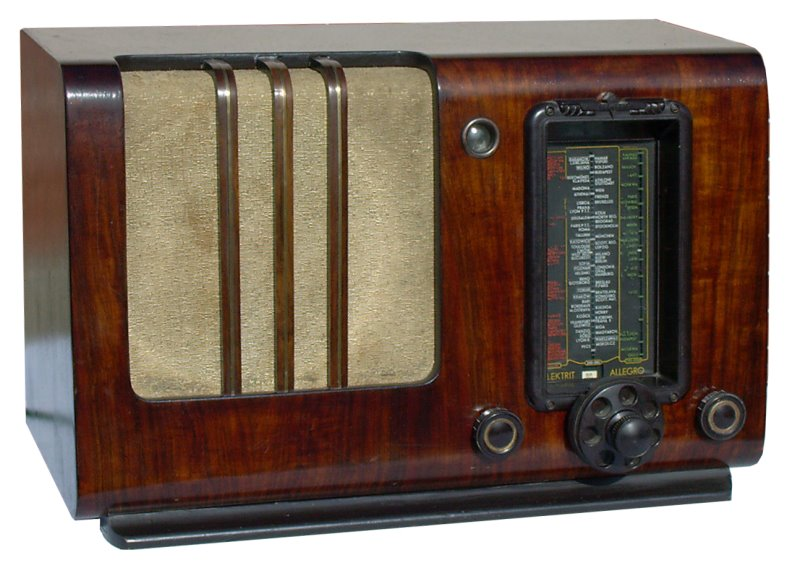
Polski odbiornik Elektrit Allegro z 1938 r.

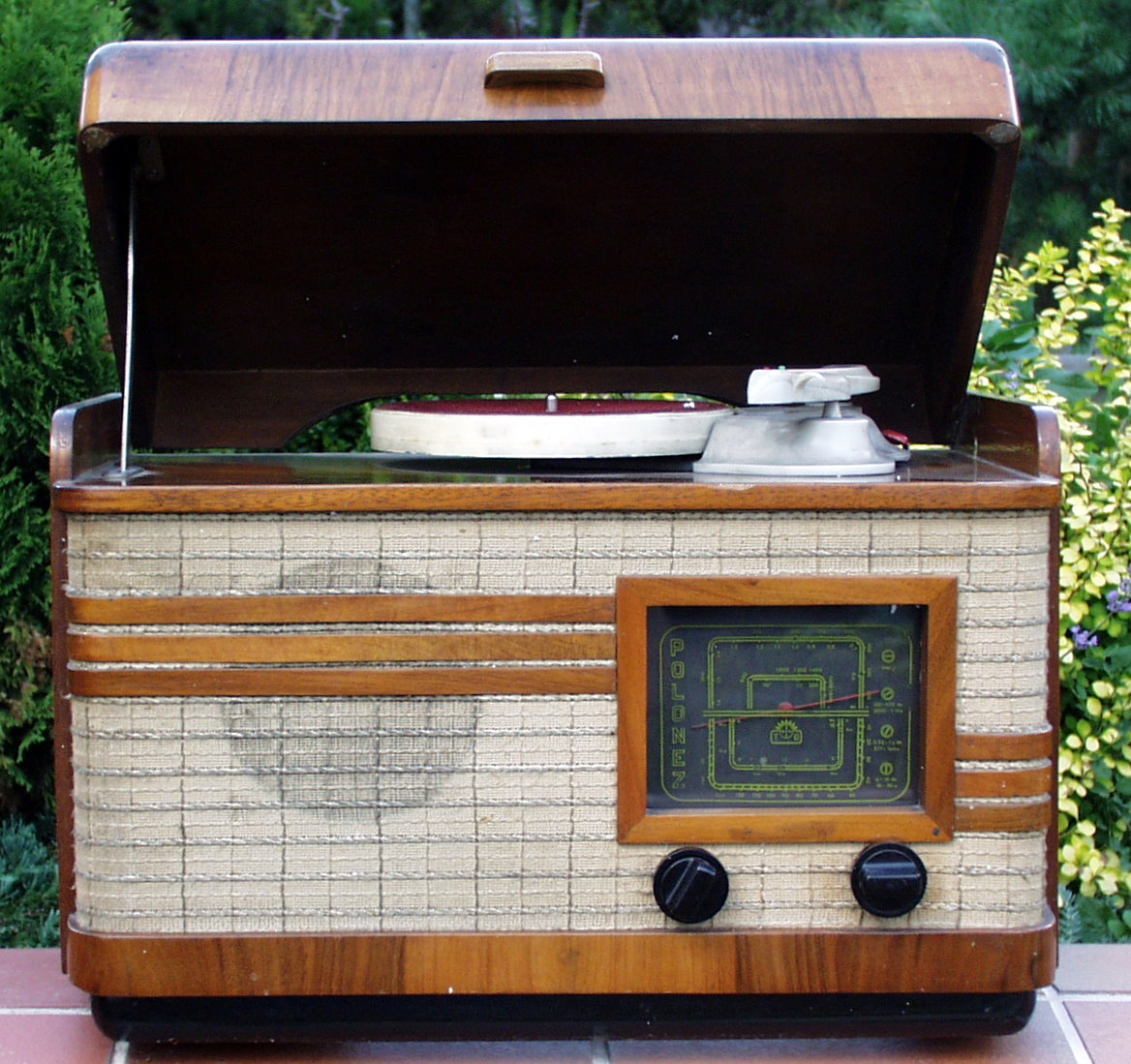
Polski odbiornik Polonez, 1956-1958 (z gramofonem)

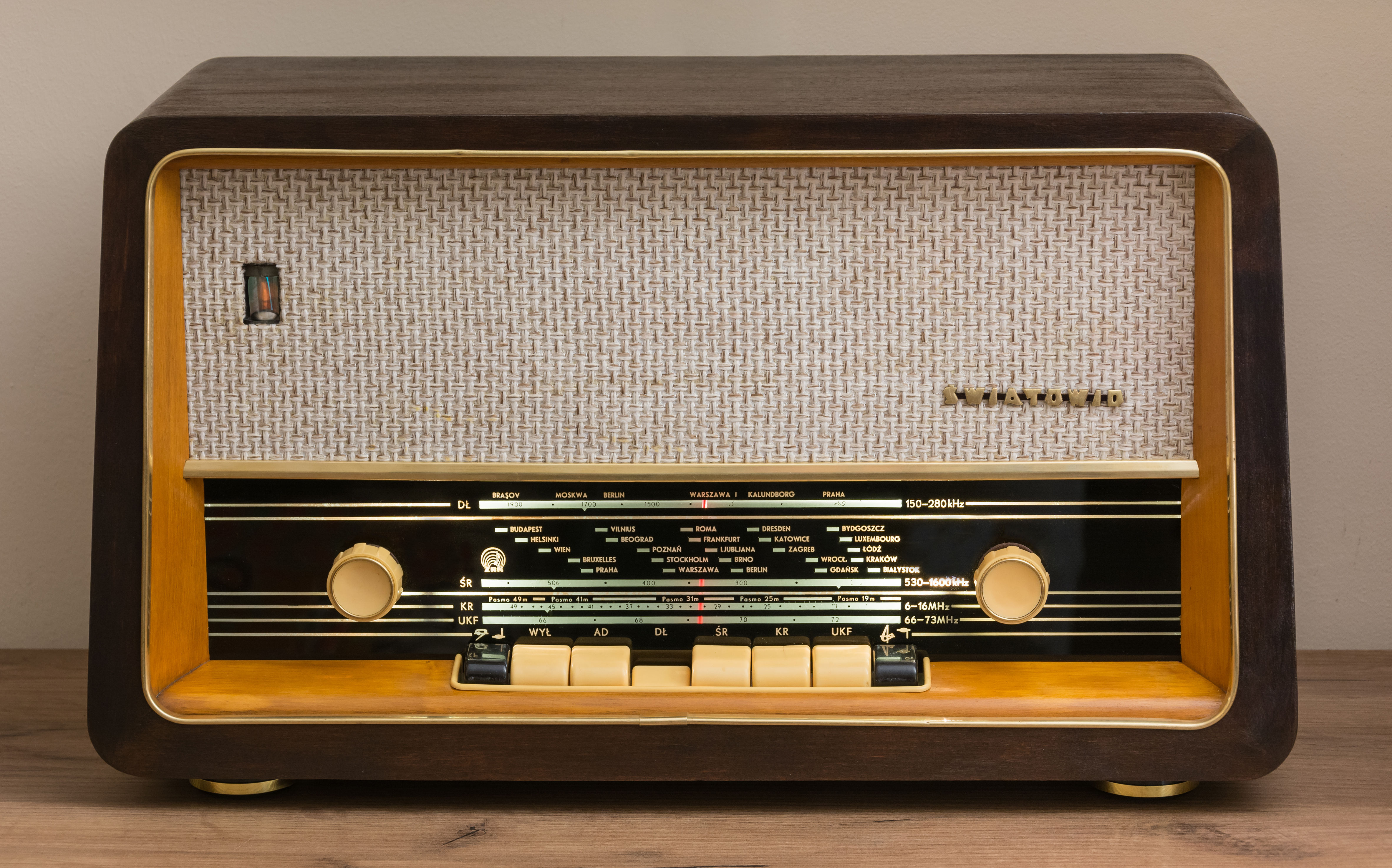
Polski odbiornik Światowid z 1964 r.

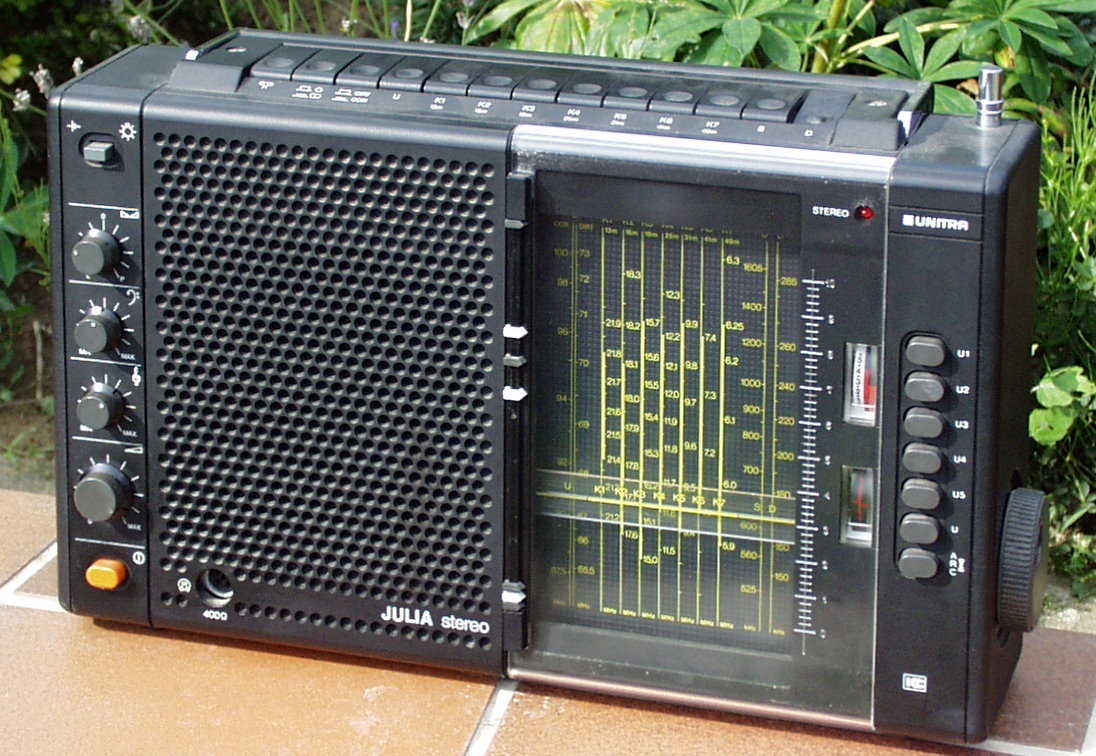
Polski odbiornik przenośny Julia Stereo z lat 70. XX w.

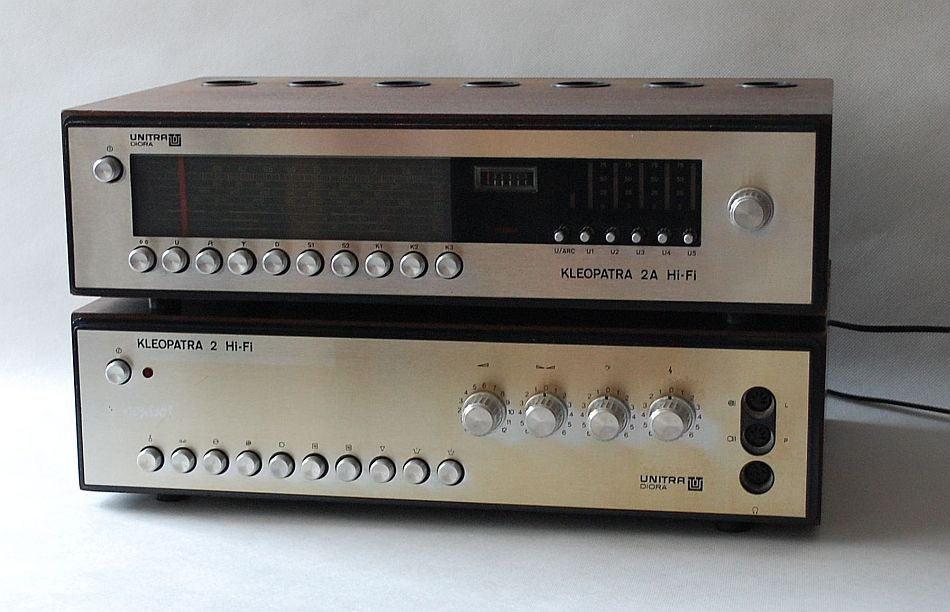
Polski odbiornik radiofoniczny klasy hi-fi – Kleopatra 2A, konstrukcja z 1979 r.

Odbiornik radiofoniczny (potocznie radio) – rodzaj odbiornika radiokomunikacyjnego służącego do odbioru fal radiowych wielkiej częstotliwości przenoszących sygnały foniczne.
Sygnały foniczne wysyłane są przez stacje nadawcze jako fale radiowe zmodulowane sygnałem akustycznym. Stosowana bywa modulacja amplitudy (starsze rozwiązanie) lub modulacja częstotliwości. Zadaniem odbiornika radiofonicznego jest zamiana informacji zawartej w falach radiowych na napięcie elektryczne, a następnie na dźwięk.

## Elementy odbiornika radiofonicznego
W skład klasycznego odbiornika radiofonicznego wchodzą następujące elementy:
- Antena odbiorcza – pod wpływem pola elektromagnetycznego powstaje w antenie siła elektromotoryczna (napięcie).
- Obwód rezonansowy LC – nastrojony na częstotliwość stacji radiowej, umożliwia selekcję sygnału wielkiej częstotliwości.
- Detektor (demodulator) – ze zmodulowanego sygnału wielkiej częstotliwości wydziela sygnał akustyczny.
- Wzmacniacz elektroakustyczny – wzmacnia sygnał akustyczny przekazywany następnie do przetwornika. Odbiornik nieposiadający wzmacniacza nazywamy tunerem, natomiast urządzenie łączące cechy wzmacniacza i odbiornika nazywamy amplitunerem.
- Przetwornik elektroakustyczny – zamienia elektryczny sygnał akustyczny na dźwięki słyszalne dla człowieka, zazwyczaj jest to głośnik lub słuchawki.

## Układy elektryczne odbiornika
W zależności od budowy układu odbiorczego wyróżnia się:
- Odbiornik detektorowy, zwany też kryształkowym, składał się z podstawowych elementów, wymienionych w części „Elementy składowe”; umożliwiał odbiór lokalnej stacji nadawczej przy pomocy słuchawek.
- Układ o bezpośrednim wzmocnieniu – zastosowanie wzmacniacza wielkiej częstotliwości (w.cz.) przed detektorem pozwoliło na odbiór dalekich stacji; by móc słuchać przy pomocy głośnika, zastosowano po detektorze wzmacniacz małej częstotliwości (m.cz.). Wzmacniacze w.cz. i m.cz. budowane były na lampach elektronowych.
- Odbiornik reakcyjny – we wzmacniaczu w.cz. zastosowano dodatnie sprzężenie zwrotne, zwane reakcją; pozwoliło to na uzyskanie dużej czułości i selektywności odbiornika przy niewielkiej liczbie lamp.
- Odbiornik superreakcyjny – modyfikacja odbiornika reakcyjnego. Działanie odbiornika superreakcyjnego polega na tym, że we wzmacniaczu w.cz. występuje generacja, która jest tłumiona po pewnym czasie od jej wystąpienia (typowo jest to czas rzędu μs). Szybkość narastania generowanego sygnału zależy od aktualnie odbieranej mocy sygnału radiowego. W ten sposób współczynnik wypełnienia obwiedni generowanego sygnału zależy od mocy odbieranego sygnału. Po odfiltrowaniu z obwiedni częstotliwości narastania i gaśnięcia drgań otrzymujemy napięcie proporcjonalne do amplitudy sygnału wejściowego.
- Superheterodyna – układ opracowany w roku 1918 przez Edwina Armstronga, rozpowszechniony w latach 30. XX wieku i odtąd stosowany stale przy konstruowaniu odbiorników radiowych. Istotą układu jest wytworzenie przy pomocy lokalnego generatora drgań elektrycznych (heterodyny) sygnału o częstotliwości niezależnej od odbieranej stacji, co ułatwia wzmocnienie sygnału.
- Superheterodyna z pętlą synchronizacji fazowej (PLL) – układ składa się z generatora częstotliwości wzorcowej, generatora przestrajanego napięciem (VCO), detektora fazy, filtru dolnoprzepustowego oraz dzielników częstotliwości. Detektor fazy porównuje częstotliwość generatora wzorcowego z podzieloną częstotliwością generatora przestrajanego napięciem. W przypadku niezgodności fazy powstaje napięciowy sygnał błędu, który jest wykorzystywany do korekcji dostrojenie VCO[2].
- Radio programowalne (SDR) – działanie podstawowych elementów elektronicznych (takich jak filtry i demodulatory) jest realizowane za pomocą programu komputerowego.
- Radio cyfrowe – termin odnoszący się do odbiorników radiofonii nadawanej w formie cyfrowej (DAB+, DRM).

## Konstrukcja odbiorników
Najwcześniejsze odbiorniki radiofoniczne powstały w latach 20. XX wieku. Montowane były w prostopadłościennych, drewnianych skrzynkach. W latach 30. obudowy droższych odbiorników bardziej przypominały meble, niż urządzenia techniczne. Elementami czynnymi stosowanymi przez lata były lampy elektronowe, pierwszy odbiornik tranzystorowy wyprodukowano w USA w 1954 r. Pod koniec XX wieku odbiornik radiofoniczny występował również jako element zestawu (z magnetofonem, odtwarzaczem CD). Miniaturyzacja podzespołów elektronicznych (w szczególności zastosowanie układów scalonych) pozwoliła na wbudowanie odbiornika w niewielkie urządzenia codziennego użytku, np. telefon, zegarek, długopis.

## Parametry odbiorników
Odbiornik radiofoniczny jest opisywany przez, między innymi: zakresy odbieranych częstotliwości, czułość, selektywność, pasmo przenoszonych częstotliwości, moc wyjściową, moc pobieraną ze źródła zasilania.

## Inne radiowe urządzenia odbiorcze
Istnieją również inne typy urządzeń odbierających sygnały przesyłane przy pomocy fal elektromagnetycznych. Są to m.in. telewizory, urządzenia radiokomunikacyjne, telefony komórkowe, radiotelefony, aparatura do zdalnego sterowania.